# Olympische Winterspiele 2022/Teilnehmer (Saudi-Arabien)
| Gelbes Symbol für Goldmedaillen mit stilisierten Olympischen Ringen | Graues Symbol für Silbermedaillen mit stilisierten Olympischen Ringen | Braundes Symbol für Bronzemedaillen mit stilisierten Olympischen Ringen |
| ------------------------------------------------------------------- | --------------------------------------------------------------------- | ----------------------------------------------------------------------- |
| —                                                                   | —                                                                     | —                                                                       |

Saudi-Arabien nahm an den Olympischen Winterspielen 2022 in Peking mit dem Skirennläufer Fayik Abdi zum ersten Mal in seiner Geschichte an Olympischen Winterspielen teil.

## Teilnehmer nach Sportarten

### Ski Alpin
| Athleten   | Wettbewerbe  | 1. Lauf     | 1. Lauf | 2. Lauf     | 2. Lauf | Gesamt      | Gesamt |
| Athleten   | Wettbewerbe  | Zeit        | Rang    | Zeit        | Rang    | Zeit        | Rang   |
| ---------- | ------------ | ----------- | ------- | ----------- | ------- | ----------- | ------ |
| Männer     |              |             |         |             |         |             |        |
| Fayik Abdi | Riesenslalom | 1:21,44 min | 51      | 1:25,41 min | 45      | 2:46,85 min | 44     |